# Wipro Technologies
Wipro Technologies Limited (Western India Palm Refined Oils Limited) este o corporație multinațională indiană care oferă servicii de tehnologie a informației, consultanță și servicii de procesare a afacerilor. Capacitățile Wipro se referă la cloud computing, securitate cibernetică, transformare digitală, inteligență artificială, robotică, analiză de date și alte servicii de consultanță tehnologică pentru clienți din 167 de țări.

## Istoria

### Primii ani
Societatea a fost înființată la 29 decembrie 1945 în Amalner, India, de către Mohamed Premji sub denumirea Western India Vegetable Products Limited, abreviată ulterior în Wipro. Inițial, a fost înființată ca producător de uleiuri vegetale și rafinate sub denumirile comerciale Kisan, Sunflower și Camel.
În 1966, după moartea lui Mohamed Premji, fiul acestuia, Azim Premji, a preluat conducerea Wipro în calitate de președinte, la vârsta de 21 de ani.

### Trecerea la industria IT
În anii '70 și '80, compania și-a mutat atenția către noi oportunități în industria IT și de calculatoare, care la acea vreme se afla într-un stadiu incipient în India. La 7 iunie 1977, numele companiei a fost schimbat din Western India Vegetable Products Limited în Wipro Products Limited.
În 1982, numele a fost schimbat din nou, din Wipro Products Limited în Wipro Limited. În 1999, Wipro a fost listată la Bursa de Valori din New York. În 2004, Wipro a devenit a doua companie indiană de IT care a obținut venituri anuale de 1 miliard de dolari.
În 2012, Wipro și-a divizat activitățile non-IT într-o companie separată numită Wipro Enterprises. Înainte de această divizare, aceste activități, în principal în domeniile de îngrijire a consumatorilor, iluminat, mobilier, hidraulică, tratarea apei și diagnosticare medicală, contribuiau cu aproximativ 10% din veniturile totale ale Wipro.
În august 2018, Wipro a plătit 75 de milioane de dolari către National Grid US ca despăgubire pentru o implementare defectuoasă a SAP, care, potrivit unui audit din 2014, ar putea costa compania 1 miliard de dolari. Wipro fusese angajată ca integrator de sisteme în 2010, dar erorile din cadrul implementării, menite să înlocuiască un sistem Oracle, au provocat pierderi grave și daune reputaționale.
În martie 2020, Hedera a anunțat că Wipro se va alătura Consiliului de Guvernare, oferind o guvernanță descentralizată pentru hashgraphtehnologiei de registru distribuit.

## Compania
Compania are peste 23.000 de angajați în țări ca Australia, SUA, Brazilia, China, România, Filipine și India.
Compania este prezentă și în România din anul 2007, având în prezent (noiembrie 2009) un număr de 300 angajați.
Thierry Delaporte ocupă funcția de CEO și director general al Wipro începând cu iulie 2020. Fostul președinte și CEO al Wipro este Azim Premji, declarat de către revista Forbes cel mai bogat om al Indiei timp de 6 ani (între 1999 și 2005), cu o avere estimată în prezent la 14,8 miliarde dolari.

## A se vedea și
- Lista companiilor de software listate la burs ă din India